# Аловил
Аловил (фр. Halloville) насеље је и општина у североисточној Француској у региону Лорена, у департману Мерт и Мозел која припада префектури Линевил.
По подацима из 2011. године у општини је живело 67 становника, а густина насељености је износила 17,05 становника/km². Општина се простире на површини од 3,93 km². Налази се на средњој надморској висини од 290 метара (максималној 333 m, а минималној 262 m).

## Демографија
| 1962. | 1968. | 1975. | 1982. | 1990. | 1999. | 2011. |
| ----- | ----- | ----- | ----- | ----- | ----- | ----- |
| 80    | 81    | 75    | 62    | 63    | 59    | 67    |

График промене броја становника у току последњих година